# کپرگه علیرضا
کپرگه علیرضا، روستایی در دهستان افرینه بخش افرینه شهرستان معمولان در استان لرستان ایران است.

## جمعیت
بر پایه سرشماری عمومی نفوس و مسکن در سال ۱۳۹۵، جمعیت این روستا برابر با ۳۸ نفر (۱۱ خانوار) بوده‌است.